# Чернігівська обласна організація НСПУ
Чернігівська обласна організація Національної спілки письменників України — творча спілка письменників Чернігівської області, структурний підрозділ Національної спілки письменників України.

## Історія
Чернігівська обласна організація НСПУ веде свій відлік від 3 грудня 1976 року, коли в Чернігівській обласній бібліотеці імені В. Г. Короленка відбулися установчі збори письменників краю. Чернігівська організація за часом створення стала дев'ятнадцятою в Україні.
Серед спілчанських корифеїв, які створювали організацію, — Ірина Коцюбинська, Микола Слав'ятинський, Кузьма Журба, Дмитро Куровський, Станіслав Реп'ях, Віталій Москалець, Павло Сердюк, Степан Пінчук, Надія Петренко, Микола Турківський.
Спілка започаткувала створення музею книги «Фата-моргана» М. Коцюбинського в с. Вихвостів на Городянщині, літературно-меморіального музею П. Тичини в с. Піски Бобровицького району. За її сприяння з 2003 р. у містечку Седнів відбувається літературно-мистецьке свято «Седнівська осінь», відкрито меморіальну таблицю письменнику-земляку Станіславу Реп'яху.
З 1992 року виходить щоквартально журнал «Літературний Чернігів» (редактор — Михась Ткач). Видано книги «Чернігівська Шевченкіана», «Ужинок за сорок літ» (2016). Вручаються обласні літературні премії — ім. М. Коцюбинського (від 1992) та ім. Л. Глібова (від 2002).

## Склад
Станом на грудень 2021 до організації входять 38 письменників. Серед них — два лауреати Національної премії України імені Тараса Шевченка (Дмитро Іванов та Кость Москалець) та 27 лауреатів Чернігівської обласної премії імені Михайла Коцюбинського.
| Повноваження голови | Повноваження голови            | Повноваження голови | Повноваження голови |
| №                   | Ім'я                           | Набуття             | Припинення          |
| ------------------- | ------------------------------ | ------------------- | ------------------- |
| 1                   | Реп'ях Станіслав Панасович     | 1976                | 28 вересня 2011     |
| 2                   | Іванов Дмитро Йосипович        | 28 вересня 2011     | 17 травня 2013      |
| 3                   | Конечна Олена Михайлівна       | 17 травня 2013      | грудень 2016        |
| 4                   | Арсенич-Баран Ганна Василівна  | грудень 2016        | 1 квітня 2021       |
| 5                   | Конечна Олена Михайлівна       | червень 2021        | 5 квітня 2025       |
| 6                   | Будлянський Микола Георгійович | 5 квітня 2025       |                     |

| Склад | Склад                                      | Склад      | Склад      | Склад    |
| №     | Ім'я                                       | Роки життя | Вступ      | Примітки |
| ----- | ------------------------------------------ | ---------- | ---------- | -------- |
| 1     | Баран Іван Миронович                       | 1995       | 06.03.2018 |          |
| 2     | Батьковська Ольга Василівна                | 1959       | 18.10.2018 |          |
| 3     | Білоцвіт Олеся (Ткаченко Олеся Миколаївна) | 1980       | 17.02.2004 |          |
| 4     | Божок Віктор (Віталій) Миколайович         | 1957       | 31.10.2019 |          |
| 5     | Бондаревич-Черненко Лілія Василівна        | 1954       | 17.10.2002 |          |
| 6     | Брик Олексій Григорович                    | 1935       | 17.10.2002 |          |
| 7     | Буденний Василь Йосипович                  | 1947       | 14.12.1983 |          |
| 8     | Будлянський Микола Георгійович             | 1953       | 31.10.2019 |          |
| 9     | Галковська Надія Миколаївна                | 1951       | 26.10.2023 |          |
| 10    | Гільчук Володимир Павлович                 | 1952       | 21.12.2023 |          |
| 11    | Громова Валентина Олексіївна               | 1948       | 31.10.2019 |          |
| 12    | Деркач Андрій В'ячеславович                | 1965       | 17.01.1995 |          |
| 13    | Дзюба Сергій Вікторович                    | 1964       | 23.01.1996 |          |
| 14    | Дзюба Тетяна Анатоліївна                   | 1966       | 27.05.2002 |          |
| 15    | Дужа Катерина Григорівна                   | 1942       | 17.05.1994 |          |
| 16    | Забарний Олександр Вадимович               | 1956       | 23.10.2012 |          |
| 17    | Іванов Дмитро Йосипович                    | 1946       | 01.11.1978 |          |
| 18    | Карпенко Любов Григорівна                  | 1949       | 05.10.2014 |          |
| 19    | Коваль Володимир Миколайович               | 1969       | 29.05.2006 |          |
| 20    | Кожедуб Михайло Володимирович              | 1966       | 30.06.2005 |          |
| 21    | Конечна Олена Михайлівна                   | 1968       | 11.12.2001 |          |
| 22    | Крачило Олексій Володимирович              | 1965       | 24.09.2009 |          |
| 23    | Куценко Петро Іларіонович                  | 1948       | 11.12.1984 |          |
| 24    | Ліна Ланська (Лихова Людмила Ігорівна)     | 1957       | 19.10.2021 |          |
| 25    | Луцюк Леонід Прокопович                    | 1950       | 06.03.2018 |          |
| 26    | Мастєрова Валентина Миколаївна             | 1957       | 29.09.1994 |          |
| 27    | Михайленко Валентина Микитівна             | 1953       | 29.04.2014 |          |
| 28    | Москалець Костянтин Вілійович              | 1963       | 16.04.1992 |          |
| 29    | Мохнєв Володимир Никифорович               | 1937       | 27.10.2016 |          |
| 30    | Печорна Олена (Сердюк Олена Вікторівна)    | 1982       | 16.10.2013 |          |
| 31    | Покришень Анатолій Митрофанович            | 1949       | 29.06.2023 |          |
| 32    | Просяник Іван Герасимович                  | 1947       | 30.01.2001 |          |
| 33    | Руденко Михайло Іванович                   | 1940       | 23.04.1998 |          |
| 34    | Сенцовський Володимир Іванович             | 1952       | 25.03.1997 |          |
| 35    | Сидоренко Тетяна Олексіївна                | 1959       | 18.10.2018 |          |
| 36    | Сокол Алла Володимирівна                   | 1948       | 21.10.2005 |          |
| 37    | Ткач Михайло Михайлович                    | 1937       | 27.05.2002 |          |
| 38    | Ткаченко Ніна Яківна                       | 1953       | 04.04.2000 |          |
| 39    | Шкуліпа Анатолій Григорович                | 1950       | 09.12.1993 |          |

| Вибули | Вибули                                 | Вибули     | Вибули     | Вибули                   |
| №      | Ім'я                                   | Роки життя | Вступ      | Вибуття, примітки        |
| ------ | -------------------------------------- | ---------- | ---------- | ------------------------ |
| 1      | Адаменко Микола Петрович               | 1931-2022  | 28.11.1988 | 07.05.2022               |
| 2      | Арсенич-Баран Ганна Василівна          | 1970-2021  | 12.11.1998 | 01.04.2021               |
| 3      | Дідович Петро Миколайович              | 1935-2010  | 01.12.1987 | 26.09.2010               |
| 4      | Журба Кузьма Тимофійович               | 1922-1982  | 1963       | 29.01.1982               |
| 5      | Зуб Петро Григорович                   | 1932-2007  | 12.11.1993 | 20.10.2007               |
| 6      | Кашка Володимир Васильович             | 1954-2006  | ?          | 08.10.2006               |
| 7      | Кезля Володимир Васильович             | 1937-1984  | 1977       | 15.03.1984               |
| 8      | Климіша Олександр Денисович            | 1926-2001  | 2001       | посмертно                |
| 9      | Клочко Микола Павлович                 | 1934-2019  | 21.10.2005 | 14.05.2019               |
| 10     | Коцюбинська Ірина Михайлівна           | 1899-1977  | 1968       | 08.11.1977               |
| 11     | Крупко Анатолій Іванович               | 1945-2005  | ?          | 05.12.2005               |
| 12     | Курдюк Михайло Григорович              | 1931-2015  | 26.10.2013 | 19.01.2015               |
| 13     | Куровський Дмитро Мусійович            | 1922-1988  | 1971       | помер 1988               |
| 14     | Леус Віталій Миколайович               | 1946-2017  | 26.03.2003 | 26.12.2017               |
| 15     | Маринчик Станіслав Гаврилович          | 1937-2021  | 21.03.1996 | 29.12.2021               |
| 16     | Москалець Вілій Костянтинович          | 1927-2001  | 1963       | 30.06.2001               |
| 17     | Мусієнко Ростислав Андрійович          | 1955-2021  | 15.02.2013 | 16.07.2021               |
| 18     | Наріжний Борис Микитович               | 1935-2006  | ?          | 20.04.2006               |
| 19     | Павлів Йосип Петрович                  | 1940-2008  | 1987       | 10.11.2008               |
| 20     | Пінчук Степан Петрович                 | 1930-2012  | 1965       | 06.02.2012               |
| 21     | Реп'ях Станіслав Панасович             | 1938-2012  | 1970       | 28.06.2012               |
| 22     | Сапон Володимир Миколайович            | 1951-2017  | 17.02.2004 | 03.10.2017               |
| 23     | Сбітнєв Юрій Миколайович               | 1931-2021  | 29.04.2014 | 16.04.2021               |
| 24     | Сердюк Павло Олександрович             | 1926-1999  | 1966       | 05.04.1999               |
| 25     | Слав'ятинський Микола Андрійович       | 1902-1983  | 1962       | 29.12.1983               |
| 26     | Турківський Микола Петрович            | 1937-2017  | 15.03.1976 | 12.12.2017               |
| 27     | Холодний Микола Костьович              | 1939-2006  | ?          |                          |
| 28     | Чорновус Микола Никифорович            | 1948-2006  | 2002       | 11.09.2006               |
| 29     | Шевченко Іван Миколайович              | 1926-2009  | 12.11.1998 | 30.06.2009               |
| 30     | Шкварчук Володимир Михайлович          | 1940-2015  | 1998       | 04.06.2015               |
| 31     | Шульга Олена Василівна                 | 1946-2004  | ?          | померла 2004             |
| 32     | Шуст Микола Наумович                   | 1916-2007  | 12.11.1998 | 16.01.2007               |
| 33     | Астаф'єв Олександр Григорович          | 1952       | 1992       | до Київської МО          |
| 34     | Коноваленко Сергій Вікторович          | 1975       | 2000       | до Київської МО          |
| 35     | Ларченков Анатолій Якович              | 1931       | 1977       | виїхав до Смоленська, РФ |
| 36     | Малігон Анна Миколаївна                | 1984       | 2004       | до Київської МО          |
| 37     | Петренко Надія Йосипівна               | 1937       | 1976       | до Київської МО          |
| 38     | Петріашвілі Гурам (Семен) Мелентійович | 1942       | 1995       | до Київської МО          |
| 39     | Шаповаленко Таїсія Василівна           | 1952       | 1982       | до Київської МО          |